# جرج ام. چرچ
جرج ام. چرچ (انگلیسی: George M. Church؛ زادهٔ ۲۸ اوت ۱۹۵۴) یک شیمی‌دان، دانشمند نسل‌شناس، مهندس یاخته‌ای و متخصص ژنتیک اهل ایالات متحده آمریکا است.
او استاد رشتهٔ ژنتیک مدرسه پزشکی هاروارد و استاد علوم و تکنولوژی سلامت در دانشگاه هاروارد و مؤسسه فناوری ماساچوست (ام.آی. تی) و یکی از بنیان‌گذاران «مؤسسهٔ ویس در مهندسی الهام‌گرفته از زیست‌شناسی» در دانشگاه هاروارد است.
وی را پدر زیست‌شناسی مصنوعی می‌دانند. او همچنین برندهٔ جوایزی همچون نشان بنجامین فرانکلین شده‌است و از اعضای آکادمی ملی علوم ایالات متحده آمریکا است.